# 彼女とTIP ON DUO
「彼女とTIP ON DUO」（かのじょとティップ・オン・デュオ）は、今井美樹の4枚目のシングル。1988年8月17日発売。発売元はフォーライフ・レコード（現・フォーライフミュージックエンタテイメント）。

## 解説
のちに「瞳がほほえむから」「PIECE OF MY WISH」など今井の代表的ヒットを手掛ける作曲者・上田知華の最初のシングル提供作。

## チャート成績
TBSテレビ「ザ・ベストテン」では1988年10月6日、第8位で同番組初登場（同月13日・20日共に第9位、通算3週間ランクイン）。同曲が同番組で唯一のランクイン楽曲。

## メディアでの使用
資生堂’88秋のキャンペーンソング（CMに今井出演）。
1996年に「瞳がほほえむから」と共に日産自動車「セフィーロ」のCMで起用。
青森放送のラジオ番組「あおもりTODAY」では、この曲のInstrumentalが2009年3月まで十数年間、天気予報BGMとして使われた。
日本テレビ系「秘密のケンミンSHOW」の「辞令は突然に…」（宮崎県・後編）の冒頭BGMを使用。

## 収録曲
編曲　佐藤準
1. 彼女とTIP ON DUO　 
  - 作詞　秋元康／作曲　上田知華
  - 1stベスト・アルバム「Ivory」（1989年12月6日）収録
  - 3rdベスト・アルバム「IMAI MIKI from 1986」（1998年7月1日）収録
  - 7thベスト・アルバム『Premium Ivory -The Best Songs Of All Time-』（2015年10月7日）収録
2. キスより　吐息より　
  - 作詞　戸沢暢美／作曲　佐藤準　
  - TBSテレビ系ドラマ「意外とシングルガール」イメージソング
  - 3rdアルバム「Bewith」（1988年6月21日）収録
  - 1stベスト・アルバム「Ivory」（1989年12月6日）収録

## 説明
TIP ON・・・賭ける
DUO・・・トランプでUNOと同ルールの数字・絵合わせするカードゲーム

恋人探しをカードゲームのような絵合わせ数字合わせになぞらえつつ、何かの掛け違い（賭け違い）から失恋してしまうことから
「恋愛なんてカードゲームの賭け事よ！失恋したって明るく次！次！次に進もう！！」という吹っ切る気持ちを
今井美樹が伸びやかな声で明るく唄いあげるから元気づけられる曲である。